# Interferenza di Vrillon

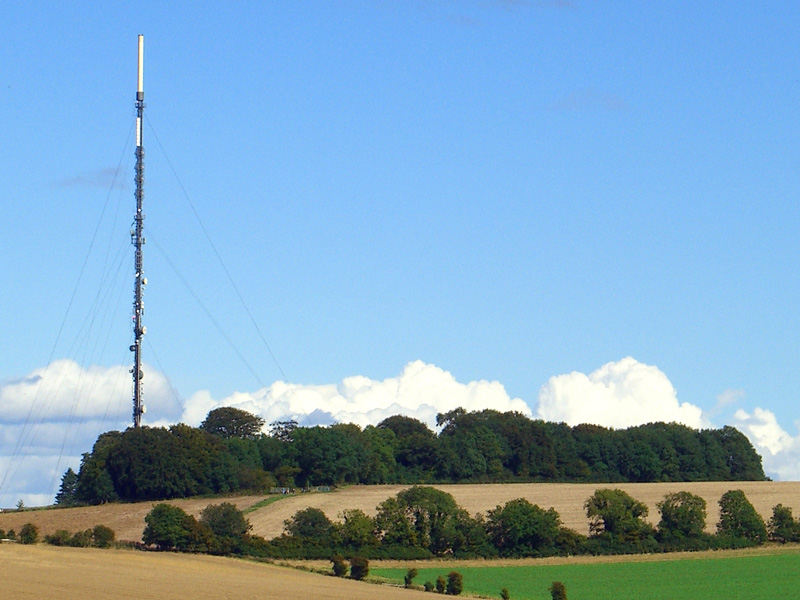
Il trasmettitore di Hannington, da dove il messaggio è stato propagato

L'Interferenza di Vrillon, meglio conosciuta con la definizione inglese di Southern Television broadcast interruption, fu un atto di intrusione nel segnale di broadcasting che causò l'interruzione delle trasmissioni di un'emittente televisiva nel Regno Unito avvenuta alle ore 17:10 del 26 novembre 1977. 
Il messaggio, trasmesso in solo audio, si qualificava come proveniente da un'avanzata civiltà extraterrestre. È generalmente considerato una bufala e in seguito il suo autore fu identificato da fonti militari in un certo Robert Delora, anche se le prove della sua identificazione non vennero rese pubbliche.

## Avvenimento
Nel tardo pomeriggio del 26 novembre 1977, durante la messa in onda del notiziario dell'emittente televisiva Southern Television, un segnale pirata di provenienza sconosciuta si inserì nella trasmissione ufficiale.
Il segnale, che lasciava inalterato il segnale video coinvolgendo solo il sonoro, presentava la voce di un certo Vrillon (o "Gillon" o "Asteron".), rappresentante del Comando Galattico di Ashtar. Il messaggio, in lingua inglese, conteneva 600 parole e aveva una durata di circa 6 minuti.
Informati dell'accaduto, i tecnici dell'emittente cercarono sia di individuare la fonte del segnale pirata sia di interromperlo, senza però riuscire in nessuna delle due cose. Il segnale cessò subito dopo che il messaggio fu consegnato e le trasmissioni tornarono alla normalità poco prima della fine di un cartone animato dei Looney Tunes. Più tardi, quella sera, la Southern Television si scusò con il pubblico per quella che venne descritta come "un'interruzione audio".

## Le motivazioni
L'Independent Broadcasting Authority spiegò che l'antenna televisiva UHF di Hannington era uno dei pochi trasmettitori che, invece di ricevere direttamente il segnale via cavo, fungeva da ripetitore per il segnale ricevuto da un altro trasmettitore, in questo caso il trasmettitore Rowridge della Southern Television dell'Isola di Wight. Ciò lo rendeva particolarmente vulnerabile a qualsiasi tipo di intrusione, anche di potenza relativamente bassa, generata da una fonte molto vicina al ripetitore, consentendo a una trasmissione non autorizzata di essere amplificata e ritrasmessa in una zona più ampia. L'IBA dichiarò che per effettuare la trasmissione pirata fu necessario un considerevole know-how tecnico e un portavoce della Southern Television confermò che "un mistificatore di nome Robert utilizzò il ripetitore di Hannington per inviare il messaggio pirata ad un altro ripetitore vicino ad esso."
Nel 2003 le autorità militari britanniche confermarono il fatto che l'interferenza del 1977 era uno scherzo e comunicarono che il suo autore era un tale di nome Robert Delora, ma non fornirono nessuna prova a sostegno di ciò.

## Il messaggio
Il presunto messaggio alieno invitava alla pace tra i popoli. Ecco la trascrizione integrale del messaggio pirata:
Noi veniamo ad avvertirvi sul destino della vostra razza e del vostro mondo, di modo che possiate comunicare ai vostri simili il percorso che dovrete intraprendere per evitare i disastri che minacciano il vostro mondo e gli esseri sugli altri mondi intorno a voi. Questo, affinché possiate condividere il grande risveglio del pianeta che passerà nella nuova Era dell'Acquario.
La nuova era può essere un grande momento di pace e sviluppo per la vostra razza, ma solo se i vostri governanti sono informati delle forze maligne che possono oscurare i loro giudizi. Resta qui ancora e ascolta, dato che questa occasione può non tornare più. Tutte le vostre armi di malvagità devono essere rimosse.
Il momento dei conflitti è ora passato e la razza della quale fate parte può procedere alle più alte fasi della sua evoluzione, se mostrerete di esserne degni. Avete tempo, ma breve, per imparare a vivere insieme nella pace e nella benevolenza. Piccoli gruppi dappertutto sul pianeta stanno imparando questo ed esistono per passare alla luce dell’alba della nuova era di tutti voi.
Siete liberi di accettare o rifiutare i loro insegnamenti, ma soltanto coloro che impareranno a vivere nella pace passeranno ai più alti regni di sviluppo spirituale. Ascolta ora la voce di Vrillon, rappresentante del Comando Galattico di Ashtar, che vi parla. Siate consapevoli che ci saranno molti falsi profeti e guide che operano nel vostro mondo.
Succhieranno la vostra energia – l'energia che voi chiamate denaro – usandola per fini diabolici, dandovi in cambio avanzi senza valore. Il vostro Divino sé superiore vi proteggerà. Dovete imparare ad essere sensibili alla voce della Verità dentro di voi, che può dirvi cos'è la verità e cos'è la confusione, il caos e la menzogna. Imparate ad ascoltare la voce della verità al vostro interno, vi guiderà sul sentiero dell’evoluzione. Questo è il nostro messaggio per i nostri cari amici.
Vi abbiamo guardato crescere per molti anni, così come voi avete guardato le nostre luci nei cieli. Ora voi sapete che noi siamo qui e che ci sono miriadi di esseri intorno e sulla terra più di quanti i vostri scienziati ammettano. Noi siamo profondamente interessati a voi e al vostro sentiero attraverso la luce e faremo di tutto per aiutarvi.
Non abbiate paura, cercate solo di conoscervi e vivere in armonia al passo del vostro pianeta. Noi del Comando Galattico di Ashtar vi ringraziamo per la vostra attenzione. Stiamo ora lasciando i vostri piani d'esistenza. Possiate essere Benedetti dall'amore e dalla Verità suprema dell'Universo.»

## La reazione
L'accaduto procurò un certo allarme tra la popolazione ed ebbe grande risalto sui giornali del giorno successivo. L'IBA si affrettò a dichiarare che si era trattato tutto di una bufala e disse inoltre che era la prima volta che accadeva una cosa del genere.
La notizia trovò grande eco in tutto il mondo con numerosi giornali statunitensi che rilanciarono la notizia appresa dai colleghi britannici.
La trasmissione divenne immediatamente nota nell'ambiente ufologico che paventava la possibilità che il messaggio fosse realmente di origine aliena.
Due giorni dopo la pubblicazione della notizia sul Times, una lettera al direttore pubblicata il 30 novembre 1977 chiedeva "come la IBA - o chiunque altro - potesse essere così sicura che si trattasse di una bufala?" Un editoriale pubblicato sul quotidiano locale Eugene Register-Guard commentava che "nessuno sembra considerare che 'Asteron' potrebbe essere reale." Dal 1985 la storia entrò ufficialmente tra le leggende metropolitane, tramandando l'inesistenza di qualsiasi spiegazione della trasmissione.